# Hubert Maj

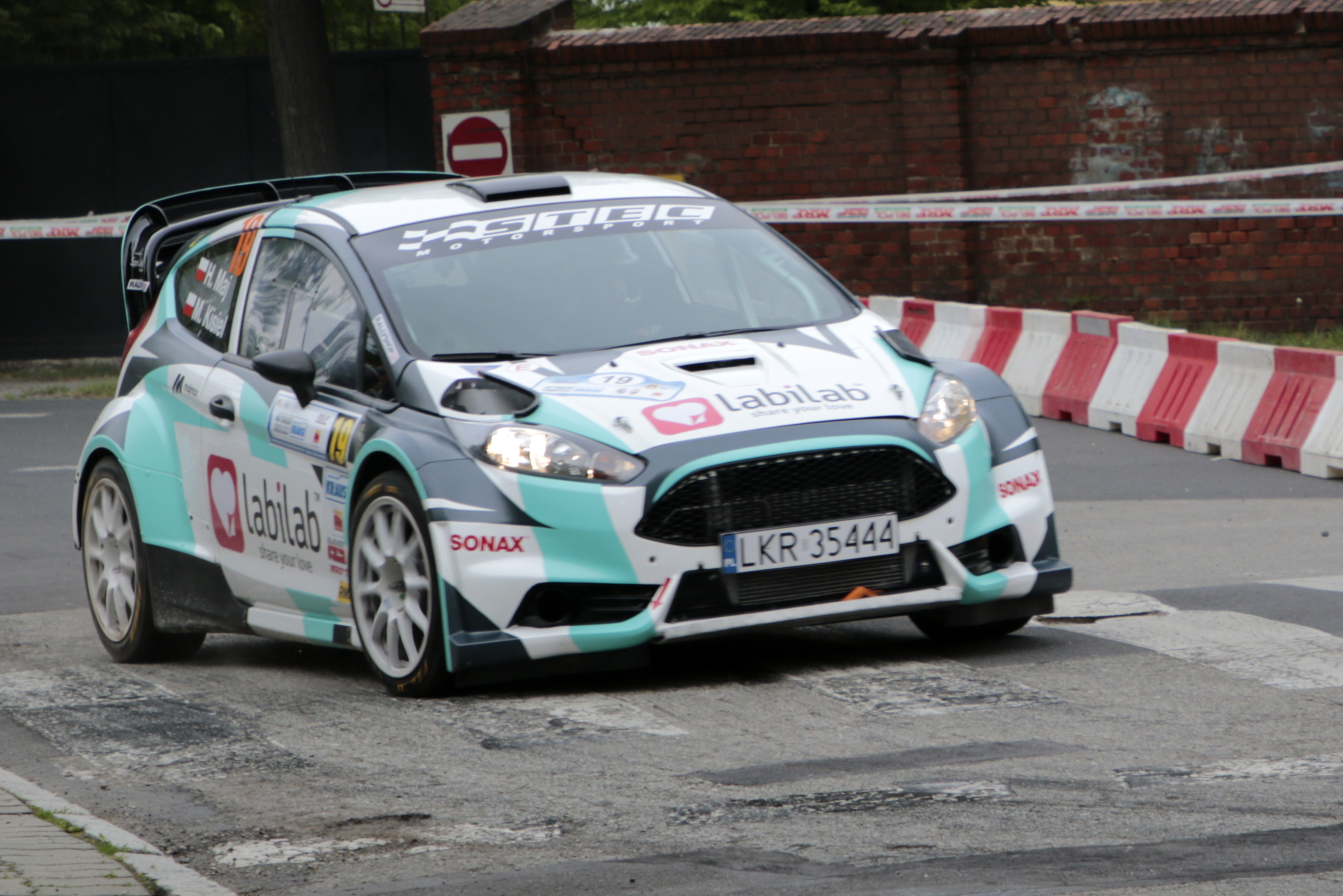
Hubert Maj podczas Rajdu Świdnickiego w roku 2019

Hubert Maj (ur. 28 października 1980 w Lublinie) – polski kierowca rajdowy.

## Życiorys
Pasjonat motoryzacji i motosportu. W sezonie 2014 rozpoczął swoją profesjonalną karierę w Górskich Samochodowych Mistrzostwach Polski od wyścigu w Sopocie, podczas którego startując Subaru Imprezą w klasie A+2000 zajął 2. miejsce w klasie. W pierwszym sezonie startów zdobył tytuł II wicemistrza Polski w klasie A+2000.
Od sezonu 2015 zmienił Wyścigi Górskie na Rajdy rozpoczynając regularne starty w Rajdowych Samochodowych Mistrzostwach Polski zajmując pierwsze miejsca w klasie HR2 podczas Rajdu Nadwiślańskiego i Rajdu Arłamów startując samochodem Mitsubishi Lancer EVO 5 w barwach nawiązujących do samochodu Tommi Mäkinena czym zyskał duże grono fanów.
Od sezonu 2017 kierowca Ursus Rally Team mający do dyspozycji samochód Ford Fiesta Proto zbudowany w Urzędowie przez Wiesława Steca.
Od początku swojej rajdowej kariery w roli pilota zawsze u boku ma swojego wieloletniego przyjaciela Szymona Jasińskiego.
W pierwszej eliminacji RSMP 2017 – Rajdzie Świdnickim Krause załoga Ursus Rally Team zajęła 1. miejsce w klasie OPEN N. Podczas Rajdu Rzeszowskiego, załoga uległa wypadkowi na odcinku specjalnym numer 8 (Wysoka). Ostatecznie załoga Hubert Maj – Szymon Jasiński w sezonie 2017 zajęła drugie miejsce w klasie OPEN N zdobywając tym samym tytuł Wicemistrzów Polski w swojej klasie.

## Kariera rajdowa
SEZON 2015
Rajd Nadwiślański – 1. miejsce, klasa HR2

Rajd Arłamów – 1. miejsce, klasa HR2

Rajd Barbórka – 23. miejsce, klasa 3
SEZON 2016
Rajd Świdnicki Krause – 1. miejsce, klasa HR2

Rajd Rzeszowski – AWARIA

Rajd Nadwiślański – 7. miejsce, klasa OPEN N

Rajd Arłamów – 4. miejsce, klasa OPEN N

Rajd Barbórka – 22. miejsce, klasa 3

SEZON 2017
- Rajd Świdnicki Krause – 1. miejsce, klasa OPEN N
- Rajd Gdańsk Baltic Cup – 3. miejsce, klasa OPEN N
- Rajd Rzeszowski – WYPADEK
- Rajd Dolnośląski – 5. miejsce, klasa OPEN N
- Rajd Nadwiślański – 5. miejsce, klasa OPEN N
- Rajd Śląska – 4. miejsce, klasa OPEN N
- Rajd Barbórka – 23. miejsce, klasa R1